# تستخوویتسه
تستخوویتسه (به چکی: Cetechovice) یک منطقهٔ مسکونی در جمهوری چک است که در ناحیه کرومیریژ واقع شده‌است. تستخوویتسه ۷٫۴۸ کیلومتر مربع مساحت و ۱۷۸ نفر جمعیت دارد و ۳۲۸ متر بالاتر از سطح دریا واقع شده‌است.